# Samsung Galaxy Watch 5
Samsung Galaxy Watch 5 (stilizat ca Samsung Galaxy Watch5) este o serie de ceasuri inteligente bazate pe Wear OS, dezvoltate de Samsung Electronics. A fost anunțat pe 10 august 2022, și a fost lansat pe 26 august 2022.

## Specificații
| Caracteristică      | Specificație                                                                                            |
| ------------------- | --- |
| Sistem de operare   | Wear OS                                                                                                 |
| Procesor            | Exynos W920                                                                                             |
| Memorie RAM         | 1.5 GB                                                                                                  |
| Stocare internă     | 16 GB                                                                                                   |
| Ecran               | AMOLED, 1.4 inch, 450 x 450 pixeli                                                                      |
| Baterie             | 410 mAh                                                                                                 |
| Conectivitate       | Bluetooth 5.2, Wi-Fi 802.11 b/g/n                                                                       |
| Senzori             | Senzor BioActive 3 în 1 (EKG, BIA, HR), accelerometru, giroscop, barometru, senzor de lumină ambientală |
| Funcții de fitness  | Monitorizare somn, monitorizare stres, monitorizare antrenamente, GPS, busolă                           |
| Alte caracteristici | Carcasă rezistentă la apă 5 ATM                                                                         |
| Dimensiuni          | 40 mm sau 44 mm                                                                                         |
| Greutate            | 28.7 g sau 33.6 g                                                                                       |
| Material carcasă    | Oțel inoxidabil                                                                                         |
| Material brățară    | Silicon                                                                                                 |
| Culori              | Negru, Argintiu, Verde, Roz                                                                             |